# Jan Kudlička
Jan Kudlička, född den 29 april 1988 i Opava, Socialistiska republiken Tjeckoslovakien är en tjeckisk friidrottare som tävlar i stavhopp.
Kudlička var framgångsrik som junior. Han blev sexa vid VM för ungdomar 2005 och vid VM för juniorer 2006 slutade han på femte plats med ett hopp på 5,30.
Han deltog även vid Olympiska sommarspelen 2008 där han tog sig vidare till finalen och slutade på tionde plats efter att ha klarat 5,45.

## Personliga rekord
- Stavhopp - 5,83 meter - 2016